# Tiếng Tatar Krym
Tiếng Tatar Krym (Къырымтатарджа Qirimtatarca, Къырымтатар тили Qırımtatar tili), cũng gọi đơn giản là tiếng Krym, là một ngôn ngữ đã được sử dụng trong hàng thế kỷ tại Krym. Đây là một ngôn ngữ Turk hiện diện ở Krym và các cộng đồng người Tatar Krym ở Uzbekistan, Thổ Nhĩ Kỳ, Romania và Bulgaria, cũng như Hoa Kỳ và Canada. Nó không nên bị nhầm lẫn với tiếng Tatar (ở Tatarstan và những vùng lân cận thuộc Nga), một ngôn ngữ mà tiếng Tatar Krym có liên hệ nhưng không thông hiểu lẫn nhau. Nó đã được ảnh hưởng bởi các ngôn ngữ Oghuz lân cận như tiếng Thổ Nhĩ Kỳ.

## Lịch sử
Các phương ngữ nói Tatar Krym hình thành từ thời gian diễn ra các cuộc xâm lược Krym của người Turk và chấm dứt vào giai đoạn Hãn quốc Krym. Tuy nhiên, ngôn ngữ viết chính thức của hãn quốc này là tiếng Chagatai và tiếng Thổ Nhĩ Kỳ Ottoman. Sau khi bị Hồi giáo hóa, người Tatar Krym dùng chữ Ả Rập để viết.
Năm 1876, các phương ngữ Krym Thổ Nhĩ Kỳ khác nhau được Ismail Gasprinski hợp lại thành một ngôn ngữ viết thống nhất, trong đó ưu tiên phương ngữ Oghuz của người Tatar Yalıboylus nhằm tránh phá vỡ mối liên kết giữa người Krym và người Thổ Nhĩ Kỳ trong Đế quốc Ottoman.
Năm 1928, bộ mẫu tự được thay bằng bảng chữ cái Turk thống nhất dựa trên bảng chữ cái Latinh. Bảng chữ cái Turk thống nhất bị thay thế vào năm 1938 bằng bảng chữ cái Kirin. Từ thập kỉ 1990, chữ viết lại dần được thay bằng chữ Latinh, tuy nhiên chữ Kirin vẫn rất phổ biến (chủ yếu là trong các tài liệu xuất bản và báo chí). Hiện bảng chữ cái tiếng Tatar Krym giống với bảng chữ cái tiếng Thổ Nhĩ Kỳ nhưng bổ sung thêm hai mẫu tự là Ñ ñ và Q q.
Tiếng Tatar Krym là tiếng mẹ đẻ của nhà thơ Bekir Çoban-zade.

## Tình trạng hiện nay
Theo Hiến pháp nước Cộng hòa Tự trị Krym (được viết bằng tiếng Nga) thì tiếng Nga và tiếng Tatar Krym được "bảo vệ" (tiếng Nga: обеспечивается... защита); mọi công dân đều có quyền - nếu yêu cầu (ходатайство) - nhận các giấy tờ do chính phủ cấp như "hộ chiếu, giấy khai sinh và các giấy tờ khác" được viết bằng tiếng Tatar Krym. Theo Hiến pháp Ukraina, chỉ duy nhất tiếng Ukraina là ngôn ngữ chính thức trên toàn quốc nên vấn đề có nên công nhận tiếng Tatar Krym (và cả tiếng Nga) hay không vẫn còn nằm trong vòng tranh cãi về mặt chính trị và pháp luật. Thời kỳ trước khi người Tatar Krym bị Liên Xô trục xuất sang Cộng hòa Xã hội chủ nghĩa Xô viết Uzbek (18 tháng 5 năm 1944) thì tiếng Tatar Krym từng có địa vị chính thức tại Cộng hòa Xã hội chủ nghĩa Xô viết Tự trị Krym.

## Hệ chữ viết
Tiếng Tatar Krym có thể được viết bằng chữ Kirin hoặc chữ Latinh đều được. Việc dùng bảng chữ cái nào là tùy thuộc vào địa điểm sử dụng ngôn ngữ.

### Bảng chữ cái Latinh
Chữ Â â không được xem là mẫu tự riêng biệt.
| a   | b   | c    | ç    | d   | e   | f   | g   | ğ   | h   | ı   | i        | j   | k   | l   | m   | n   | ñ   | o   | ö   | p   | q   | r   | s   | ş   | t   | u   | ü   | v        | y   | z   |
| [a] | [b] | [dʒ] | [tʃ] | [d] | [e] | [f] | [ɡ] | [ɣ] | [x] | [ɯ] | [i], [ɪ] | [ʒ] | [k] | [l] | [m] | [n] | [ŋ] | [o] | [ø] | [p] | [q] | [r] | [s] | [ʃ] | [t] | [u] | [y] | [v], [w] | [j] | [z] |

### Bảng chữ cái Kirin
| а   | б   | в       | г   | гъ  | д   | е        | ё                  | ж   | з   | и       | й   | к   | къ  | л       | м   | н   | нъ  | o       | п   | p   | c   | т   | у       | ф   | x   | ц    | ч    | дж  | ш   | щ     | ъ      | ы   | ь   | э   | ю                  | я          |
| [a] | [b] | [v],[w] | [ɡ] | [ɣ] | [d] | [ɛ],[jɛ] | [ø],[jø],[jo],[ʲo] | [ʒ] | [z] | [i],[ɪ] | [j] | [k] | [q] | [l],[ɫ] | [m] | [n] | [ŋ] | [o],[ø] | [p] | [r] | [s] | [t] | [u],[y] | [f] | [x] | [ts] | [tʃ] | [dʒ | [ʃ] | [ʃtʃ] | [(.j)] | [ɨ] | [ʲ] | [ɛ] | [y],[jy],[ju],[ʲu] | [ʲa], [ja] |

гъ, къ, нъ và дж là các mẫu tự riêng biệt.